# Speocera bicornea
Speocera bicornea is een spinnensoort uit de familie Ochyroceratidae. De soort komt voor in China.